# Каменных, Иван Иосифович
Иван Иосифович Каменных (1922—1997) — лейтенант Советской Армии, участник Великой Отечественной войны, Герой Советского Союза (1945).

## Биография
Иван Каменных родился 13 февраля 1922 года в деревне Новая Деревня (ныне — Кунгурский район Пермского края). Получил начальное образование, после чего работал начальником пожарной охраны в совхозе. В сентябре 1941 года Каменных был призван на службу в Рабоче-крестьянскую Красную Армию. С декабря того же года — на фронтах Великой Отечественной войны. Принимал участие в боях на Калининском, 1-м Прибалтийском и 3-м Белорусском фронтах. В 1942 году Каменных окончил курсы младших лейтенантов, в 1944 году — курсы усовершенствования офицерского состава. К апрелю 1945 года гвардии лейтенант Иван Каменных командовал пулемётным взводом 250-го гвардейского стрелкового полка 83-й гвардейской стрелковой дивизии 11-й гвардейской армии 3-го Белорусского фронта. Отличился во время боёв в Восточной Пруссии.
В ночь с 25 на 26 апреля 1945 года взвод Каменных переправился через залив Фрише-Хафф (ныне — Калининградский залив) на косу Фрише-Нерунг (ныне — Балтийская коса) в районе Пиллау (ныне — Балтийск). Блокировав две немецкие пулемётные точки, бойцы взвода успешно уничтожили их расчёты, благодаря чему смогли переправиться основные силы. Пробравшись в немецкий тыл, Каменных обстрелял из пулемёта немецкую колонну, вынудив сдаться около 130 солдат и офицеров вермахта. В тот день взвод уничтожил около 100 вражеских солдат и офицеров, отразив несколько немецких контратак.
Указом Президиума Верховного Совета СССР от 29 июня 1945 года за «образцовое выполнение заданий командования и проявленные мужество и героизм в боях с немецкими захватчиками» гвардии лейтенант Иван Каменных был удостоен высокого звания Героя Советского Союза с вручением ордена Ленина и медали «Золотая Звезда» за номером 6937.
В 1946 году Каменных был уволен в запас. Проживал в Кунгуре, работал контролёром ОТК одного из местных заводов. Скончался 6 марта 1997 года, похоронен в Кунгуре.
Был также награждён орденами Отечественной войны 1-й и 2-й степеней, орденом Красной Звезды, рядом медалей.